# Plongeon de haut vol aux championnats du monde de natation 2023
Navigation
Budapest 2022
Les épreuves de plongeon de haut vol aux championnats du monde de natation 2023 ont lieu du 25 au 27 juillet 2023 à Fukuoka au Japon.
Les hommes plongent d'une plateforme située à 27 mètres de hauteur ; les femmes plongent à 20 mètres.

## Programme
Tous les horaires correspondent à l'UTC+09:00.
- Finales

| Date       | Heure | Épreuve                          |
| ---------- | ----- | -------------------------------- |
| 25 juillet | 11h30 | Épreuve féminine (tours 1 et 2)  |
| 25 juillet | 14h00 | Épreuve masculine (tours 1 et 2) |
| 26 juillet | 12h00 | Épreuve féminine (tours 3 et 4)  |
| 27 juillet | 12h00 | Épreuve masculine (tours 3 et 4) |

## Podiums
| Épreuves | Or                  | Argent        | Bronze           |
| -------- | ------------------- | ------------- | ---------------- |
| Hommes   | Constantin Popovici | Cătălin Preda | Gary Hunt        |
| Femmes   | Rhiannan Iffland    | Molly Carlson | Jessica Macaulay |

## Tableau des médailles
- Pays organisateur (Japon)

| Rang  | Nation    | Or | Argent | Bronze | Total |
| ----- | --------- | -- | ------ | ------ | ----- |
| 1     | Roumanie  | 1  | 1      | 0      | 2     |
| 2     | Australie | 1  | 0      | 0      | 1     |
| 3     | Canada    | 0  | 1      | 1      | 2     |
| 4     | France    | 0  | 0      | 1      | 1     |
| Total | Total     | 2  | 2      | 2      | 6     |

## Résultats détaillés
| Rang               | Plongeur             | Pays             | Scores  | Scores  | Scores  | Scores  | Scores |
| Rang               | Plongeur             | Pays             | Manches | Manches | Manches | Manches | Total  |
| Rang               | Plongeur             | Pays             | N°1     | N°2     | N°3     | N°4     | Total  |
| ------------------ | -------------------- | ---------------- | ------- | ------- | ------- | ------- | ------ |
| Médaille d'or      | Constantin Popovici  | Roumanie         | 75,60   | 156,60  | 84,60   | 156,00  | 472,80 |
| Médaille d'argent  | Cătălin Preda        | Roumanie         | 67,20   | 140,40  | 100,80  | 130,05  | 438,45 |
| Médaille de bronze | Gary Hunt            | France           | 57,40   | 132,30  | 93,60   | 143,00  | 426,30 |
| 4                  | Oleksiy Pryhorov     | Ukraine          | 67,20   | 130,05  | 93,60   | 132,30  | 423,15 |
| 5                  | Aidan Heslop         | Grande-Bretagne  | 74,20   | 79,65   | 91,80   | 167,40  | 413,05 |
| 6                  | Carlos Gimeno        | Espagne          | 75,60   | 117,60  | 75,60   | 127,20  | 396,00 |
| 7                  | James Lichtenstein   | États-Unis       | 50,40   | 131,60  | 81,00   | 127,20  | 390,20 |
| 8                  | Miguel García Celis  | Colombie         | 71,40   | 117,30  | 82,80   | 102,90  | 374,40 |
| 9                  | Matt Cooper          | États-Unis       | 58,80   | 124,95  | 77,40   | 102,00  | 363,15 |
| 10                 | Sergio Guzmán        | Mexique          | 67,20   | 112,50  | 72,00   | 109,65  | 361,35 |
| 11                 | Jonathan Paredes     | Mexique          | 60,20   | 117,30  | 81,00   | 94,00   | 352,50 |
| 12                 | David Colturi        | États-Unis       | 72,80   | 98,90   | 57,60   | 119,60  | 348,90 |
| 13                 | Davide Baraldi       | Italie           | 51,80   | 98,40   | 66,60   | 104,55  | 321,35 |
| 14                 | Matthias Appenzeller | Suisse           | 60,20   | 102,90  | 64,80   | 87,40   | 315,30 |
| 15                 | Andrea Barnaba       | Italie           | 57,40   | 88,15   | 68,40   | 94,30   | 308,25 |
| 16                 | Yolotl Martínez      | Mexique          | 46,20   | 92,00   | 66,60   | 86,10   | 290,90 |
| 17                 | Braden Rumpit        | Nouvelle-Zélande | 46,20   | 83,60   | 61,20   | 78,20   | 269,20 |
| 18                 | Manuel Halbisch      | Allemagne        | 46,20   | 66,60   | 62,90   | 70,30   | 246,00 |
| 19                 | Michael Foisy        | Canada           | 28,00   | 85,80   | 61,20   | 61,50   | 236,50 |
| 20                 | Kyohei Arata         | Japon            | 33,60   | 68,40   | 61,20   | 59,45   | 222,65 |
| 21                 | Jean-David Duval     | Suisse           | 30,80   | 73,80   | 56,10   | 61,50   | 222,20 |
| 22                 | Víctor Ortega        | Colombie         | 42,00   | 79,80   | 56,10   | 43,05   | 220,95 |
| 23                 | Choi Byung-hwa       | Corée du Sud     | 36,40   | 38,00   | 56,10   | 57,00   | 187,50 |

| Rang               | Plongeur          | Pays       | Scores  | Scores  | Scores  | Scores  | Scores |
| Rang               | Plongeur          | Pays       | Manches | Manches | Manches | Manches | Total  |
| Rang               | Plongeur          | Pays       | N°1     | N°2     | N°3     | N°4     | Total  |
| ------------------ | ----------------- | ---------- | ------- | ------- | ------- | ------- | ------ |
| Médaille d'or      | Rhiannan Iffland  | Australie  | 66,30   | 94,60   | 90,10   | 106,40  | 357,40 |
| Médaille d'argent  | Molly Carlson     | Canada     | 58,50   | 92,00   | 79,90   | 92,40   | 322,80 |
| Médaille de bronze | Jessica Macaulay  | Canada     | 59,80   | 87,75   | 71,40   | 102,00  | 320,95 |
| 4                  | Simone Leathead   | Canada     | 62,40   | 91,20   | 74,80   | 84,00   | 312,40 |
| 5                  | Meili Carpenter   | États-Unis | 54,60   | 85,80   | 62,40   | 96,75   | 299,55 |
| 6                  | Xantheia Pennisi  | Australie  | 49,40   | 68,00   | 81,60   | 91,20   | 290,20 |
| 7                  | María Quintero    | Colombie   | 58,50   | 73,80   | 76,50   | 79,80   | 288,60 |
| 8                  | Patricia Valente  | Brésil     | 50,70   | 72,20   | 74,80   | 66,50   | 264,20 |
| 9                  | Elisa Cosetti     | Italie     | 55,90   | 51,30   | 76,50   | 74,80   | 258,50 |
| 10                 | Ellie Smart       | États-Unis | 58,50   | 56,70   | 45,90   | 87,40   | 248,50 |
| 11                 | Ginni van Katwijk | Pays-Bas   | 32,50   | 65,10   | 62,90   | 72,20   | 232,70 |
| 12                 | Madeleine Bayon   | France     | 42,90   | 49,50   | 62,00   | 70,40   | 224,80 |
| 13                 | Iris Schmidbauer  | Allemagne  | 53,30   | 38,70   | 62,90   | 60,90   | 215,80 |
| 14                 | Maria Smirnov     | États-Unis | 53,30   | 52,70   | 56,10   | 46,25   | 208,35 |
| 15                 | Alejandra Aguilar | Mexique    | 46,80   | 62,70   | 39,15   | 56,10   | 204,75 |
| 16                 | Susanna Fish      | États-Unis | 42,90   | 41,80   | 59,50   | 58,90   | 203,10 |
| 17                 | Carlota González  | Espagne    | 58,50   | 71,30   | 47,60   | 25,60   | 203,00 |
| 18                 | Morgane Herculano | Suisse     | 39,00   | 44,20   | 67,20   | 45,90   | 196,30 |
| 19                 | Emily Chinnock    | Australie  | 54,60   | 37,80   | 71,40   | 30,40   | 194,20 |
| 20                 | Annika Bornebusch | Danemark   | 31,20   | 48,00   | 49,50   | 59,40   | 188,10 |